# Papa Teodor al II-lea al Alexandriei
Teodor al II-lea al Alexandriei (în arabă البابا تواضروس الثاني, în araba egipteană تواضروس التانى بابا; cu numele laic Waǧīh Ṣubḥī Bāqī Sulaymān, n. 4 noiembrie 1952, Mansura, Egipt) este din 2012 Patriarh al Bisericii Ortodoxe Copte din Alexandria și Papă al Scaunului Apostolic al Sfântului Evanghelist Marcu.

## Viața
Wajih Sobhi Baki Solayman a studiat farmacia la Universitatea din Alexandria și a condus până în 1986 Compania Farmaceutică de Stat din Damanhour. În 1986 a intrat ca frate în mănăstirea Deir Anba Bischoi din deșertul Wadi el Natrun. În 1988 a fost tuns în monahism, iar în 1989 a fost hirotonit preot.

### Episcop
În 1997 a fost ales de Sinodul Bisericii Copte ca episcop vicar în orașul Damanhur, capitala guvernoratului Beheira din Delta Nilului. Slujba de hirotonie întru episcop a fost celebrată de un sobor condus de Papa Shenouda al III-lea. A sprijinit activitatea mitropolitului Bakhomios. După decesul papei Shenouda a devenit un colaborator apropiat al lui Pahomie, conducătorul interimar al patriarhatului copt.

### Papă al Bisericii Ortodoxe Copte
După alegerea prin tragere la sorți din 4 noiembrie 2012 a devenit cel de al 118-lea conducător al Bisericii Ortodoxe Copte din Egipt. Instalarea festivă a avut loc la 18 noiembrie 2012.